# 5:45
5:45 — мини-альбом украинской певицы Джамалы, изданный 23 апреля 2021 года на лейбле Enjoy! Records.

## История создания
Альбом состоит из коллабораций и электронной музыки. В частности, в него вошли ранее выпущенный дуэт Джамалы с исполнительницей Alyona Alyona «Жалі», а также совместные треки с Koloah «Поринь» и Vakula «Пастка». Композиция «5:45» была записана совместно с Ильей Мисюрой. Песня «Сміюсь і плачу» была записана певицей совместно с саунд-продюсерами Иваном Клименко и Стасом Чёрным в марте 2019 года, на острове Бали.
Мини-альбом «5:45» для певицы стал чем-то вроде психотерапии. По словам Джамалы, она написала его в 2019 году, во время сложного периода, полного эмоциональных потрясений и разочарований в людях: «…в альбоме „5:45“ я продолжаю изучать мир человеческих эмоций. Он о взгляде внутрь себя. В нём есть немного меланхолии, немного печали… Душевное состояние, когда ты просто воспринимаешь все, как есть, и понимаешь, что ничего нельзя изменить».

## Отзывы
Музыкальный обозреватель издания «Украинская правда» Филипп Пухарев отмечает, что «если песни из предыдущего релиза были более форматными и поп-роковыми, то в свежем EP доминирует экспериментальное звучание».
Украинское онлайн-медиа про музыку «СЛУХ» вносит новую работу Джамалы в список лучших альбомов апреля. Журналист издания Даниил Панимаш отмечает, что это «мини-альбом, в котором певица все больше превращается в Sade, и это плюс, а не минус».
Российское издание «Газета.ru» добавляет мини-альбом «5:45» в плейлист недели и отмечает, что «внутри очень качественный звук на стыке инди-попа и современного ар-н-би».
Рецензент Алексей Мажаев из InterMedia, оценивая совместный трек с Vakula, отмечает вклад Джамалы: «в треке „Пастка“ появляется и этно-мотивы, и украиноязычный текст, и привнесённая певицей трагическая глубина».

## Список композиций
| №                   | Название                           | Длительность |
| ------------------- | ---------------------------------- | ------------ |
| 1.                  | «5:45»                             | 4:21         |
| 2.                  | «Поринь» (при участии Koloah)      | 2:58         |
| 3.                  | «Жалі» (при участии Alyona Alyona) | 3:18         |
| 4.                  | «Сміюсь і плачу»                   | 3:13         |
| 5.                  | «Пастка» (при участии Vakula)      | 4:55         |
| Общая длительность: | Общая длительность:                | 18:45        |

## История релиза
| Название | Дата           | Формат               | Лейбл          |
| -------- | -------------- | -------------------- | -------------- |
| «5:45»   | 23 апреля 2021 | цифровая дистрибуция | Enjoy! Records |